# Javier Capitán Narvión
Javier Capitán Narvión (Barcelona, 3 de desembre de 1961) és un presentador de ràdio i televisió i humorista espanyol.
Llicenciat en Ciències Econòmiques. El 1993 abandona la seva activitat en l'àrea de màrqueting a Repsol per dedicar-se en exclusiva als mitjans de comunicació, especialitzant-se en humor polític.
Va iniciar la marxa en la ràdio el 1986, en la Cadena SER col·laborant en nombrosos programes, entre els quals La verbena de La Moncloa. El 1995 va fer el salt a RNE cadena en la qual ha seguit fins a l'actualitat, col·laborant a El gran carnaval, Buenos días i El tranvía al costat de Luis Figuerola-Ferretti. Aquests programes van ser dirigits inicialment, i en diverses etapes, per Julio César Iglesias.
En televisió cal destacar la seva etapa com a director i copresentador d' El informal (1998-2002) de Telecinco, que el va llançar a la fama definitivament, Ya es viernes...o no (2003) d'Antena 3, així com els concursos de cultura general Madrid reta (2003-2004) i Metro a Metro (2004-2007) a Telemadrid.
A més, col·labora al costat de Luis Figuerola-Ferretti al programa Las mañanas de Radio 1 a RNE, programa dirigit i presentat per Olga Viza.
Els programes que ha dirigit o en els quals ha participat, han rebut nombrosos premis tant a televisió com a ràdio (Premi Ondas, TP d'Or, El Papagayo o Antena de Oro).
El 2007 comença a treballar per a TVE, on presenta un programa anomenat El Negociador.
El 2008 presenta al costat de Miriam Reyes Gimeno el programa El Noticiario, de MobuzzTV, una televisió online 2.0. A l'agost d'aquest any, de nou a TVE, dirigeix l'espai Con un par...de bromas i un any després va col·laborar al programa matinal La mañana de La 1.
El 2011 va participar en l'acte d'inici així com a l'acte central de la campanya d'UPyD de les eleccions generals de 2011.
El 2012 va ser el presentador de la celebració del V aniversari d'UPyD a Vitòria el 29 de setembre.
El 2019 estrena a FDF el programa de zàpping ¡Toma salami!.